# Kolhanistán
Kolhanistán es un estado independiente de la India desde el año 1981 en que un clérigo de Chaibasa como cabecilla de una muchedumbre de aventureros, lo proclamara de esa manera.
Todo comenzó en el año 1952 cuando una multitud de Adivasi y otras etnias pidieron un estado independiente y soberano de Kolhan, fuera de la Unión India.
En marzo del 2000 se informaba del estallido de un nuevo movimiento separatista entre las tribus kol de Bihar.
Kolhan Raksha Samiti diseñó la bandera nacional de los Kolhan y estableció como día de la independencia el 21 de septiembre de 1982.
- Datos: Q9017869